# Le Cri (film, 1957)
Pour les articles homonymes, voir Le Cri (homonymie).
Pour plus de détails, voir Fiche technique et Distribution.
Le Cri (Il grido) est un film italien réalisé par Michelangelo Antonioni, sorti en 1957.

## Synopsis
Aldo est un journalier du nord de l'Italie. Il vit en couple avec Irma, tandis que le mari de cette dernière travaille en Australie. À la mort de ce dernier, Irma lui annonce qu'elle renonce au mariage et le quitte. Il quitte alors la ville avec sa petite fille et voyage pendant plusieurs mois sur les routes d'Italie. Il rencontre alors de nombreuses femmes : Elvia, amoureuse de lui depuis toujours, Virginia, qui tient une station-service en s'occupant de son père alcoolique, Andreina, jeune fille libérée. Mais le souvenir d'Irma le tourmente : Aldo finit par revenir dans son village, où les habitants sont menacés d'expropriation en raison de la construction d'une base aérienne, et se suicide.

## Fiche technique
- Titre : Le Cri
- Titre original : Il grido
- Réalisation : Michelangelo Antonioni
- Scénario : Michelangelo Antonioni, Elio Bartolini et Ennio De Concini
- Production : Franco Cancellieri pour S.P.A. Cinematografica et Robert Alexander Productions
- Musique : Giovanni Fusco
- Photographie : Gianni Di Venanzo
- Montage : Eraldo Da Roma
- Décors : Franco Fontana
- Costumes : Pia Marchesi
- Pays d'origine : Italie
- Format : Noir et blanc
- Genre : Drame
- Durée : 102 minutes
- Date de sortie : 14/07/1957 au 10e Festival International du Film de Locarno

## Distribution
- Steve Cochran : Aldo
- Alida Valli : Irma
- Betsy Blair : Elvia
- Gabriella Pallotta : Edera, sœur d'Elvia
- Dorian Gray : Virginia
- Jacqueline Jones : Andreina
- Mirna Girardi : Rosina (fille d'Aldo et d'Irma)
- Pina Boldrini : la sœur d'Irma
- Guerrino Campanili : le père de Virginia
- Lilia Landi

## Analyse
Avec Le Cri, Antonioni atteint un tournant dans sa carrière, écrit Seymour Chatman. En premier lieu, le cinéaste pose un regard inédit sur le monde de la classe ouvrière. « Quelle différence y a-t-il entre un être humain qui fait un métier et un être humain qui en fait un autre ? (…) Je dirais que les problèmes sentimentaux et psychologiques au niveau de la classe ouvrière sont justement rendus plus complexes par le manque d'argent ; parce que, au fond, si un homme qui n'a pas de problèmes financiers peut disposer de lui-même et de son temps pour s'occuper de certaines choses et pour résoudre certains problèmes de nature sentimentale, par une rencontre, ou bien en rejoignant une personne lointaine, un ouvrier ne peut pas se le permettre. Et donc le mécanisme de sa vie le contraint à renoncer (…) à certains actes qu'il avait voulu accomplir et qu'il ne peut accomplir. Les problèmes sont les mêmes, les sentiments sont les mêmes et la poussée, j'entends l'investissement sentimental et passionnel chez un ouvrier, devient peut-être encore plus forte justement à cause de ces contraintes pratiques dans lesquels il se débat », dit Antonioni.
En second lieu, Antonioni entend décrire différemment l'éternelle maladie des sentiments : « Si, auparavant, mes personnages se complaisaient souvent dans leurs chagrins et dans leurs crises sentimentales, cette fois-ci nous nous trouvons en face d'un homme qui réagit, qui cherche à briser le malheur. J'ai traité ce personnage avec beaucoup plus de pitié. J'ai voulu que son paysage, utilisé pour mieux définir un état d'âme, soit le paysage de la mémoire : celui de mon enfance. Vu avec les yeux de quelqu'un qui rentre chez soi après une intense expérience culturelle et sentimentale. »
Le Cri est donc l'histoire « d'un homme seul, vidé, qui erre dans un paysage gris. Antonioni ne pouvait choisir un cadre plus évocateur que celui de la plaine du Pô, paysage qui lui est familier depuis son enfance. (…) Celui-ci exalte la tristesse infinie, le vide intérieur, la tragédie silencieuse du personnage. Pour accentuer les tons de gris, Antonioni a situé le film durant un hiver long et interminable. (…) »
En troisième lieu, le récit inaugure, selon Roger Tailleur et P.-L. Thirard, « les thèmes de l'attente, de l'errance, de la répétition. (…) Le temps qui passe, et qui, faute de mieux, meuble l'attente, est devenu un personnage de l'auteur. À confronter son lent écoulement et ce qui meurt dans le cœur de ses personnages, à faire ainsi durer sur l'écran ce qui justement n'est pas durable, à dénoncer l'éphémère en le faisant s'éterniser, Antonioni affirme l'un de ses paradoxes esthétiques fondé sur un contraste détonnant entre un représenté d'essence brève et sa représentation interminable. »
Or, précisément, Seymour Chatman parle d'« un trait stylistique propre à Antonioni, bientôt connu sous le nom de « temps mort », qui consiste à laisser tourner la caméra alors que tout autre réalisateur aurait coupé ». Outre, un laconisme inusité, Le Cri consacre ainsi une démarche qui, désormais, « laisse au spectateur le soin de déduire les motivations des personnages à partir d'éléments purement visuels. »
Antonioni explique : « Lorsque la scène principale s'achève, il y a des moments moins importants ; il me semble utile de montrer le personnage dans ces moments-là, de dos ou de face, en mettant l'accent sur un geste, une attitude, car ils servent à clarifier tout ce qui vient de se dérouler, ainsi que ce qu'il en reste à l'intérieur des personnages ». En effet, la quête essentielle du réalisateur se tient en ceci : « observer à l'intérieur de l'homme les sentiments qui l'animent, ses pensées sur le chemin du bonheur, ou du malheur, ou de la mort (ici, celle de l'ouvrier Aldo interprété par Steve Cochran). », ce que certains critiques, en France, ont appelé néoréalisme intérieur. L'expression suggère, par ailleurs, d'utiles réflexions. « En ce qui concerne le premier type de réflexion, je dirais qu'il est exact que les films italiens dits néoréalistes, (…) représentaient peut-être à cette époque la seule, la plus authentique et la plus légitime des formes d'expression cinématographique, (…). C'était une époque (…) où la réalité était brûlante, les événements et les situations étaient exceptionnels et donc ce qu'il y avait de plus intéressant à analyser était les rapports entre (…) l'individu et la société. (…) Par contre, quand moi j'ai commencé à faire du cinéma, je suis parti d'une observation différente. (…) Je fus donc amené à me demander : quelle est aujourd'hui la question qu'il importe d'examiner, de prendre comme sujet de son récit (…) ? Et il m'est apparu qu'il importait moins d'étudier les rapports entre le personnage et son environnement que (…) de pénétrer dans l'intimité du personnage, afin d'examiner la trace qu'avait laissée en lui les événements, la guerre, l'après-guerre, tout ce qui continuait à advenir (…), le but n'étant pas d'analyser les transformations de la psychologie des individus, mais de déceler les symptômes de cette évolution et l'orientation générale des changements qui allaient ensuite se produire dans la psychologie, les sentiments, voire la morale de ces personnes », précise Antonioni.
C'est en ce sens qu'Il Grido est une « autre réinterprétation des lieux et des mythes du premier film néoréaliste, Les Amants diaboliques (Ossessione) de Luchino Visconti. (…) La route du Cri est la même que celle des Amants diaboliques), mais elle est profondément différente, nous ne sommes plus en été, mais en hiver dans le brouillard où tout se perd, où villages, routes, rivières, hommes et terre se confondent, se dérobent à l'œil du protagoniste qui cherche désespérément un rapport avec le monde (…) La tragédie d'Aldo consiste en une expérience opposée à celle de Gino. Si Gino était un Œdipe qui volait la femme au père ou un Egisthe qui s'installait dans la maison de l'ennemi, Aldo n'est plus ni l'un ni l'autre ; il perd, sans comprendre, sa maison, sa femme, l'espace, le paysage, bref tous les repères qui avaient construit son identité. (…) Aldo d'ailleurs parle de perte du paysage dans sa conversation avec la jeune prostituée Andreina (…) », écrit Sandro Bernardi. « La tragédie d'Aldo est donc la perte du tragique. La tragédie moderne, pour Antonioni, consiste justement dans le fait qu'il n'y a plus de tragédie », affirme-t-il.
« Dans Il Grido, le sens de l'œuvre est, si l'on peut dire, l'incertitude du sens : l'errance d'un homme qui ne peut nulle part confirmer son identité et l'ambiguïté de la conclusion (suicide ou accident) entraînent le spectateur à douter du sens du message. Cette fuite du sens, qui n'est pas son abolition, vous permet d'ébranler les fixités psychologiques du réalisme », estime, de son côté, Roland Barthes.
Jacques Doniol-Valcroze aurait-il alors raison d'évoquer, au sujet du film, le Pavese suicidaire, écrivant : « On ne se tue pas par amour pour une femme. On se tue parce qu'un amour, n'importe quel amour, nous révèle dans notre nudité, dans notre état désarmé, dans notre néant » ?
Joëlle Mayet Giaume, pour qui la clef de voûte de l'univers d'Antonioni est celle de l'identité masculine, perçoit, en Il Grido, un « film charnière où s'origine la pathologie ultérieure des personnages masculins. Pour la première fois, Antonioni expose les raisons pour lesquelles ceux-ci vont s'astreindre à un parcours de substituts, quand l'unique femme qu'ils aiment vient à manquer. Quand la femme unique dont ils ont besoin disparaît. »
Au-delà du sens, le film atteint à une « grandeur tragique. L'œuvre entière tend au hurlement final, s'y rassemble et s'y déchire, instantanément saisie dans sa plénitude et son achèvement aigu, presque abstrait, comme le sommet de la pyramide », ici symbolisé par le cri d'Irma (Alida Valli) assistant à la chute mortelle d'Aldo. « Le visage de la femme, serré dans ses mains, nous rappelle le célèbre tableau de Munch qui donne aussi son titre au film. »

## Antonioni:Le Criet la direction d'acteurs
« C'est avec ce film qu'Antonioni perfectionne sa technique de direction d'acteurs », indique S. Chatman. « En tant que figures apparaissant à l'écran, les acteurs, selon lui, doivent moins être employés pour leur valeur humaine intrinsèque que comme des éléments de la composition », ajoute-t-il.
À la question de Tommaso Chiaretti:« Dans quel sens considérez-vous les acteurs comme un "matériau" ? », Antonioni répond effectivement : « Au sens plein du terme. (…) je considère le jeu d'acteur comme l'un des moyens qui permettent au réalisateur d'exprimer une idée, qu'elle soit visuelle ou conceptuelle. Je m'efforce de solliciter chez l'acteur l'instinct plus que le cerveau. »
Un peu moins de deux ans plus tard, Antonioni précise sa pensée : « L'acteur de cinéma n'a pas à comprendre, il doit être. (…) L'acteur de cinéma doit arriver sur le tournage dans un état de virginité. Plus son effort sera de nature intuitive, plus le résultat sera spontané. L'acteur de cinéma doit travailler non pas sur le registre de la psychologie mais sur celui de l'imaginaire. » À cette fin, il explique sa méthode préférée : « Elle consiste à provoquer certains résultats par un travail souterrain. Stimuler l'acteur en jouant sur des cordes inconnues de lui. Solliciter son instinct, et non pas son cerveau. Ne pas fournir de justifications, mais susciter des illuminations. »
Il en fut ainsi sur le tournage d' Il Grido, en dépit des difficultés. Antonioni raconte : « (…) cette excellente actrice qu'est Betsy Blair voulut lire avec moi le scénario, me demandant des explications à propos de chaque réplique. Je passai les deux heures les plus infernales de ma vie, parce que je fus contraint à inventer des significations qui n'existaient pas (…). (…) s'il était toujours nécessaire d'expliquer la scène à un acteur, cela signifierait que je devrais donner la même explication à tous les acteurs, puisque pour moi le sens de la scène ne change pas. Or ce n'est pas vrai. (…) on ne peut utiliser le même système avec tous les acteurs. Pour moi telle scène demeure identique, mais selon les acteurs je dois changer de méthode, d'explications, afin d'en obtenir certains résultats. »
Concernant Steve Cochran, interprète de l'ouvrier Aldo, Antonioni confie : « Il était moins intelligent dans le sens où lorsque je lui demandais de faire une chose, il refusait de le faire. (…) "Et pourquoi ?", demandais-je. "Parce que je ne suis pas un pantin", disait-il. (…) Alors je devais le diriger avec des trucs, sans jamais lui expliquer ce que je voulais de lui. »
S'agissant de la responsabilité du réalisateur lui-même, Antonioni nous dit : « La première qualité que l'on demande à un réalisateur est qu'il sache voir. (…) L'acteur est l'un des éléments de l'image. Un changement dans son attitude, dans ses gestes, introduit un changement dans l'image elle-même. Une réplique prononcée par l'acteur de profil n'a pas le même poids qu'une réplique prononcée de face. (…) Ce sont des considérations élémentaires, mais qui démontrent qu'il appartient au seul réalisateur (…) de décider et de juger des attitudes, des gestes et des mouvements de l'acteur. »

## Récompenses
- Léopard d'or au Festival international de Locarno